# Adolph Preiss (Geistlicher)
Adolph Preiss (* 9. Juni 1762 in Neuhausen (Valtaiķi) bei Hasenpoth, Kurland; † 20. November 1832 in Libau) war ein deutsch-baltischer lutherischer Geistlicher.
Preiss, Sohn des Geistlichen Jakob Preiss (1729–1791), besuchte das Gymnasium in Mitau und studierte Theologie an der Universität Göttingen. Ab 1790 war er in Nachfolge seines Vaters deutscher Prediger zu Libau und von 1810 bis 1818 Propst der Diözese Grobin.